# Neštěstí v Aberfanu
K sesuvu půdy došlo ve velšském městě Aberfan (jižní Wales, severně od Cardiffu) 21. října 1966. Směs 40 000 m³ (přibližně 150 tisíc tun) zeminy, bahna a důlního odpadu zavalila základní školu Pantglas, několik farmářských budov a obytných domů. Zahynulo 144 lidí, z toho 116 dětí a pět učitelů. Jedná se o jednu z největších tragédií ve Velké Británii v 20. století a skandál pro britskou národní korporaci National Coal Board.  

## Zprávy před tragédií[2]

### 24. července – 30. srpna 1963
Důlní odborníci se obrátili na společnost National Coal Board, která vlastnila a provozovala doly v celém Spojeném království, se svými obavami o stabilitu důlní výsypky. Ve svých dopisech poukázali na to, že si společnost zřejmě neuvědomuje, v jakém obrovském nebezpečí by se město nacházelo, pokud by do údolí dorazily četné deště, či byla tuhá zima, po které by přišlo prudké oteplení. Na dopisy nebylo nikdy odpovězeno.

### 1964
Místní radní Gwyneth Wiliams také vyjádřil své obavy o stav důlní výsypky, která se začala v posledních letech pohybovat směrem k městu. Už tehdy oznámil, že by to mohlo ohrozit právě základní školu Pantglas, která se nacházela hned pod haldou. Proto také sepsal dopis mířící do NCB, ale stejně jako dříve odborníci neuspěl.

### Leden 1965

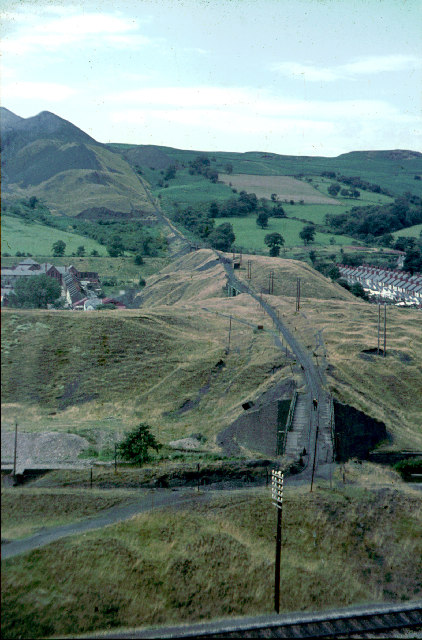
Důlní výsypky v Aberfanu (místní škola je na snímku vlevo pod haldou)

Dvě matky dětí, jež chodily do místní školy, zorganizovaly petici přímo nad haldou č. 7 a požadovaly přemístění školy. Jako důkazní materiály připojily fotografie ze starších období a z tehdejší současnosti, z nichž bylo jasně patrné, jak moc se halda posunula k městu. Petice byla předána ředitelce školy Anně Jenningsové, která ji neváhala hned předložit místní radě. Petice o přemístění školy však zůstala nevyslyšena, když nebyla nikdy ani projednána místní radou. Pravda byla taková, že společnost měla zásadní slovo i v radách obcí, které vznikaly u velkých dolů, a nikdo nechtěl přijít o práci tím, že by poslal na NCB stížnost.
Ředitelka školy Anna Jenningsová byla mezi oběťmi sesuvu, zemřela ve své pracovně.

## Den neštěstí[3]
Osudné ráno vydatně pršelo a bylo cítit velké vlhko, což dopomohlo k sesuvu. Viditelnost byla podle pamětníků maximálně na 50 stop (cca 15 m). 

### 07:30
Horníci si, i přes hustou mlhu, všimli posunutého valu, ale nemohli zavolat do údolí, jelikož ten den nefungoval telefon do města.  

### 09:00
Vrch se posunul o další tři metry a horníci rozhodli sejít zpět do údolí a informovat místní, ale bylo již pozdě.

### 09:14
Dochází k sesuvu půdy a 150 tisíc tun zeminy doslova srovná se zemí základní školu a 19 domů. Prvně si obyvatelé mysleli, že na město byla svržena bomba, někteří měli totiž stále v hlavě vzpomínky z bombardování Cardiffu během 2. světové války. Celou vesnici postihlo lehké zemětřesení.

### 09:15 – 09:25
Absolutní tma a ticho. Podle vzpomínek pamětníků nebylo vidět na krok a nebylo nic slyšet, "jakoby svět přestal existovat". Někteří dokázali racionálně uvažovat ihned po sesuvu, jako jedna z učitelek, kterou zpovídal Jason Whittle, jež zachránila 21 dětí. Jiní takové štěstí neměli. David Beynon, jeden z učitelů, byl nalezen mrtev s pěti dětmi ve svém náručí. Bohužel, z jeho třídy se nepodařilo zachránit ani jednoho žáka.

### 09:25
Začalo se rozjasňovat, a tak byly přivolány první jednotky pomoci. Brzy se přetížila linka a padlo tak jediné spojení s okolním světem, ale naštěstí už pohotovostní služby stihly zareagovat a vyjely do postižené oblasti na pomoc. První, kdo do města přijel, byla policistka Yvonne Priceová, která později vypověděla, že při příjezdu byl její vůz zaplaven vlnou vody, ve které plavaly dveře, židle, stoly atd., a nebylo možno pokračovat v cestě; stejné problémy prý měly i ostatní záchranné jednotky.
```
 
"Nosili ven mrtvé děti. Jeden z horníků mezi nimi procházel, poté se zadíval na jedno a odešel. Jen se na mě otočil a řekl: 'To bylo moje dítě.' A pak prostě pokračoval dál v pomoci."
 – Yvonne Priceová
[
1
]
```

### 09:50 – 10:00
Záchranáři přijíždí do místa sesuvu, panuje všeobecná panika, začíná se s prvními pracemi. Místní vzpomínají, jak rodiče dětí opustili svá pracoviště, přijeli i ze vzdálenějších míst a i když je od toho záchranáři odrazovali, holýma rukama se snažili odklízet sesuv. Na místo dorazí i první reportéři a tisk, kteří překáželi v práci záchranářům. Televize BBC chtěla vysílat přímý přenos z neštěstí, ale kvůli stálým nálezům dětských těl se vysílání uskutečnilo až o několik hodin později, s plačícím reportérem.

### 11:00
Odjíždí poslední záchranářské vozy, záchranáři totiž již nevěřili, že by někdo mohl být nalezen živý. Právě v 11:10 byl nalezen poslední přeživší, Jeff Edwards, který se stal známý svou výpovědí o tom, jak to uvnitř sutin vypadalo. Popisoval, jak několik hodin na jeho rameni ležela hlava mrtvé dívky a jak pomalu hlasy a výkřiky v sutinách utichaly. Z jeho třídy čítající 34 dětí byl Jeff Edwards jeden z pouhých čtyř přeživších.

### Záchranné práce
Záchranné práce šly velice pomalu, protože málokdo tušil, co se vlastně stalo. Nad městem se stále držela mlha a prach, viditelnost stále byla velice špatná a brzy v péči zdravotníků skončili i dobrovolníci, na které buď spadl kus sutiny, či se nadýchali těžkého ovzduší. Vypomáhali nejen obyvatelé města, ale i místní horníci.
Během zbytku dopoledne a odpoledne bylo nalezeno 34 žijících dětí. Posledním přeživším, který byl zachráněn, byl již zmíněný Jeff Edwards. Ten den se již žádný živý nenašel, těla se nosila do místní kaple k pozdější identifikaci, kde se i umývala. Rodiče stáli dlouhé fronty, aby mohli identifikovat své dítě, někteří museli vidět i všechna těla.

## Reakce tisku a hledání viníků

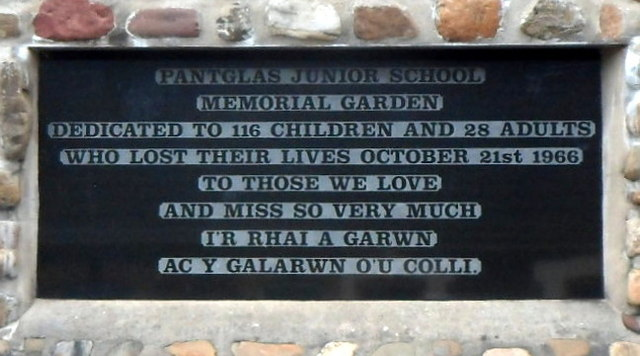
Jeden z mnoha dalších pomníků v Aberfanu

Malé město ve Walesu po tragédii začalo být mediálně známé po celém světě a jméno města se stalo symbolem pro strašlivou tragédii. Deníky se zaměřovaly především na počet mrtvých a pohřešované. Zajímavostí je, že ani jedny noviny nepodávaly přesné informace. Zatímco noviny vydávané ve Walesu počet mrtvých zveličovaly, deníky v Anglii počet mrtvých zmenšovaly a podle některých záměrně snižovaly. V konečném výsledku všechny noviny konečný počet mrtvých nadsazovaly, navzdory oficiálním počtům.
Brzy to byl deník The Mirror, který začal poukazovat na možné viníky a označil vrch za 'Prst smrti'. Deník Sunday Mirror byl první, který se začal ptát, proč byla upozornění na stav důlního vrchu č. 7 ignorována a tento trend brzo převzaly i ostatní deníky, což byl významný posun. Titulky se začaly plnit dalšími otázkami: proč zde hornictví již dávno neukončilo činnost, občas i proč se zde vůbec budoval důl, když o podzemní vodě se vědělo již před výstavbou dolu. Právě díky nátlakům novinářů byla odhalena ignorace NCB k jakékoliv kritice či doporučením zkušených odborníků. Událost se tak stala nejen největší velšskou tragédií, ale i největším skandálem pro National Coal Board, jenž byla v té době národní korporací.
Co bylo dalším bodem, kterým se zabývaly především zahraniční noviny, byla nejznámější velšská pracující třída - horníci a jejich hornická města, vesnice a čtvrtě. Noviny v USA se začaly zaměřovat především na chudobu, která v té době ve Walesu v těchto místech převládala, stejně jako fakt, že takovéto nehody nejsou ve Walesu v okolí dolů výjimečné a také na to, že většinou byly způsobeny neuposlechnutím upozornění odborníků. Problém byl, že v oněch místech poblíž dolů bylo většinou celoživotní hornictví jedinou vidinou slušného výdělku.
Kontroverze začala být hlavním titulem k tématu Aberfan, více než příběhy obětí, jak tomu bylo doposud. Tehdejší předseda NCB, lord Alfred Robens, byl těžce zkritizován za přístup společnosti. Stížnosti na NCB se vršily, ale i přes dokázané pochybení, nebyl nikdo za neštěstí zodpovědný a společnost nepostihla ani žádná pokuta či jiná sankce.
Další zajímavý vývoj následoval – po několika dnech se začal tisk znovu rozdělovat. Regionální noviny v celém Walesu stále odsuzovaly NCB za jejich ignoranci, která způsobila smrt tolika lidí, kdežto noviny v Londýně byly jiného názoru a podávaly oficiální vysvětlení tragédie od NCB, což byla podle nich tzv. "vodní bomba" z nashromážděné vody pod vrchem, nešlo podle nich o stálý podzemní tok. Toto potvrdil i jeden z odborníků, který byl najatý NCB, takže se o jeho zprávě dá polemizovat. Velšský tisk oficiálně označil ten londýnský za politicky ovlivněný kvůli tomu, že NCB byla společností přímo pod vládou a do její rady se dosazovali lidé přes tehdejší politiky. Rada také měla přímý zákaz jakýchkoliv rozhovorů, ať do novin či do rádia a televize.
Lord Robens nabídnul rezignaci kvůli neštěstí v Aberfanu, ale o několik desítek let později byly odhaleny materiály, ve kterých byl ujištěn, že jde pouze o mediální zástěrku a jeho pozice mu zůstane za každých okolností. Je až ironické, že později byl zvolen vládním poradcem pro legislativu o zdraví a bezpečnosti.
V říjnu roku 1966 Aberfan navštívila královna Alžběta s vévodou z Edinburghu.

## Mezinárodní fond

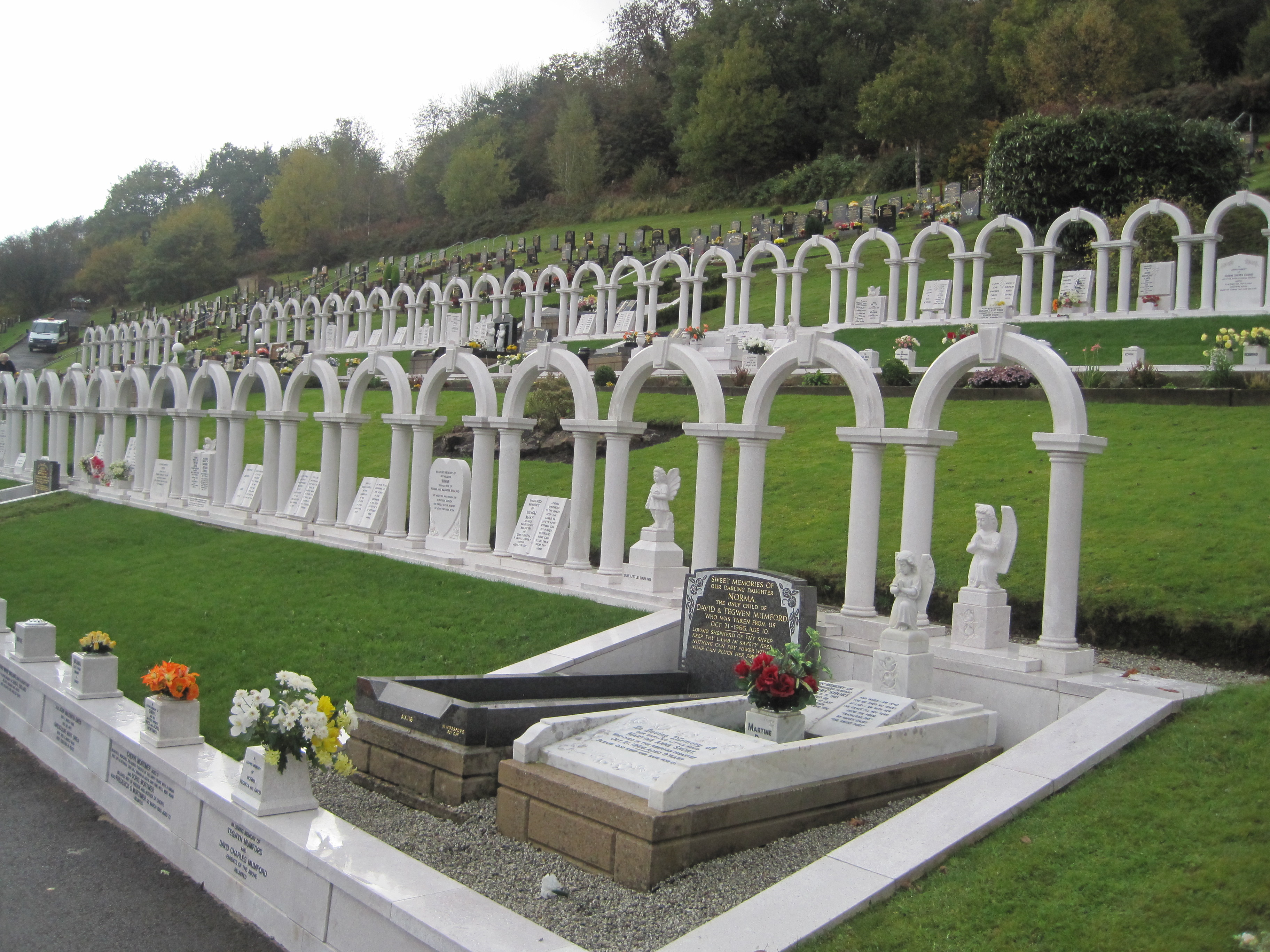
Aberfanský hřbitov – poslední odpočinek obětí

Starosta Merthyr Tydfilu několik týdnů po tragédii založil tzv. Disaster Fund, který měl pomoci lidem v Aberfanu, jež do té doby nesli škody sami ze svých úspor a z půjček, dosahujících v souhrnu 250 tisíc £. V lednu 1967 už 90 tisíc donátorů darovalo celkem 1 606 929 £. Když se lidé Aberfanu dozvěděli o částce, začali se obávat, zda peníze nezmizí a budou opravdu použity na pomoc jejich městu. Největší strach měli z toho, že si NCB peníze přivlastní. Každý z obyvatel měl také jinou představu o způsobu jejich využití, někteří je chtěli rozdělit mezi rodiny obětí, jiní je chtěli použít na zaplacení škod či dluhů. Peníze byly nakonec používány ke všem těmto účelům. Největší skandál týkající se fondu ale vypukl, když společnost NCB nejprve odmítla zaplatit pozůstalým jakékoliv náhrady, poté dokonce nabídli pro Velšany urážející částku 50 £ pro každou postiženou rodinu. Dále společnost NCB odmítla zaplatit odstranění ostatních důlních vrchů, takže tyto práce v ceně 150.000 £ nakonec musely být zaplaceny z fondu pozůstalých. Vlastní fond se udržoval až do roku 1997, kdy v něm bylo 17,5 milionu £. Ve stejném roce bylo každé rodině přeživších vyplaceno 500 £.

## Rozmach nacionalismu
Tato událost byla pomyslnou poslední kapkou pro tehdejší tvrdé jádro velšských nacionalistů, tzv. Free Wales Army. Poprvé se tato skupina objevila už při protestech proti zaplavení údolí Llyn Celyn v roce 1965. Kauza se týkala zaplavení vesnice Capel Celyn, která byla vysídlena kvůli vybudování přehrady pro Liverpool. Po neštěstí v Aberfanu začala skupina aktivně vystupovat na veřejnosti a hlásala, že bude hájit zájmy přeživších, protože podle jejich tvrzení byli mezi jejich řadami i renomovaní právníci a jiní soudní činitelé (což se ukázalo jako lež). Skupina byla však spojována i s bombovými útoky, které se ve Walesu objevovaly již od roku 1963 a proto byli její členové v roce 1969 zatčeni a někteří odsouzeni. Avšak útoky byly spáchány jinou nacionalistickou organizací Walesu, Mudiad Amddiffyn Cymru (MAC). Ta na neštěstí v Aberfanu nijak oficiálně nereagovala.

## Dnešní Aberfan
Lidé v dnešním Aberfanu jsou přesvědčeni, že viníkem neštěstí byla národní korporace NCB (National Coal Board, od roku 1987 British Coal Corporation). Proto je v Aberfanu tragédie stále ožehavým tématem, protože za ni nikdy nebyl nikdo potrestán, odsouzen či pokutován a podle rodin došlo navíc k cenzuře velšských novin a úpravě těch, které vycházely v Anglii.

Profesor Iain McLean z University of Oxford se ve svých výzkumech o tuto kauzu hlouběji zajímal, přičemž dospěl k závěru o důvodech absence jakéhokoli potrestání společnosti NCB nebo zainteresovaných osob:
'NCB uniklo vyšetřování, protože vláda potřebovala její pomoc při postupném rušení důlního průmyslu bez vyprovokování celonárodní stávky.'
Každý rok se na výročí události konají pamětní akce, schází se pamětníci a na 50. výročí neštěstí dorazil do Aberfanu princ Charles. K 50. výročí také připravil web WalesOnline chronologický sled událostí spolu s emotivními výpověďmi.

## Zajímavosti[2]
- Poslední zachráněný přeživší Jeff Edwards vystudoval University of London, stal se sociálním pracovníkem a poté nezávislým starostou města Merthyr Tydfil.
- Lékař, jenž ošetřoval raněné a děti nalezené v sutinách, přišel ten den sám o obě své děti.
- Už v roce 1869 místní obyvatelé informovali zakladatele dolu, že důl staví na mělkém podloží, pod nímž protéká podzemní pramen, který by mohl uvolnit zeminu.
- Policistka Yvonne Priceová již celých 43 let není schopná znovu vkročit do Aberfanu.
- Jeden z přeživších žáků, Melvyn Walker, od tragédie nevstoupil na půdu žádné školy. Skončil bez vzdělání s diagnostikovaným PTSD.